# Tarrant Rushton
Tarrant Rushton est une paroisse civile et un village du Dorset, en Angleterre.